# Aenictogiton
Aenictogiton este un gen de furnici, care cuprinde șapte specii rareori colectate. Toate speciile sunt cunoscute numai de la masculi din Africa Centrală și prezintă o afinitate morfologică și filogenetică față de genul furnică militară Dorylus. Furnicile dorylomorph includ șase subfamilii: Aenictogitoninae, Cerapachyinae, Leptanilloidinae și cele trei subfamilii de furnici Aenictinae, Dorylinae și Ecitoninae.

## Specii
- Aenictogiton attenuatus Santschi, 1919
- Aenictogiton bequaerti Forel, 1913
- Aenictogiton elongatus Santschi, 1919
- Aenictogiton emeryi Forel, 1913
- Aenictogiton fossiceps Emery, 1901 (specie tip)[4]
- Aenictogiton schoutedeni Santschi, 1924
- Aenictogiton sulcatus Santschi, 1919